# Itō Chūta
Itō Chūta est un nom japonais traditionnel ; le nom de famille (ou le nom d'école), Itō, précède donc le prénom (ou le nom d'artiste).
Itō Chūta (伊東忠太), né le 26 octobre 1867 à Yonezawa au Japon et mort à l'âge de 86 ans le 7 avril 1954 à Tokyo, est un architecte, historien de l'architecture et critique japonais reconnu comme le principal architecte et théoricien de l'architecture du début du XXe siècle au Japon.

## Biographie
Second fils d'un médecin de Yonezawa dans l'actuelle préfecture de Yamagata, Itō fait ses études à Tokyo. De 1889 à 1892, il étudie auprès de Tatsuno Kingo à la faculté d'architecture de l'université impériale de Tokyo. Josiah Conder enseignait encore à la faculté, tandis que Ernest Fenollosa et Okakura Kakuzō furent également influents dans la formation des idées d'Itō,,. Après l'obtention de son diplôme, il dessine une cathédrale gothique et réalise une thèse sur la théorie architecturale,. Celle-ci porte alors sur les caractéristiques du Hōryū-ji,,. Il enseigne ensuite l'architecture à l'université de Tokyo en 1905, puis à l'université Waseda à partir de 1928.
Itō voyage beaucoup, à la cité interdite avec le photographe Ogawa Kazumasa en 1901 puis, après quatorze mois passés en Chine, il visite la Birmanie, l'Inde, le Sri Lanka, la Turquie, l'Europe et les États-Unis,,. Il participe plus tard à la conception du Chōsen-jingū de Séoul et à une étude des monuments de Jehol au Manchoukouo,. Il incorpore des éléments de divers styles architecturaux dans ses nombreux écrits en plus d'environ cent conceptions en projet,.
Itō dirige la rédaction de la loi de préservation des anciens temples et sanctuaires de 1897, l'une des premières mesures de protection du patrimoine culturel du Japon. Il est également l'auteur du terme japonais pour désigner l'architecture, à savoir kenchiku (建築) (« édification des bâtiments ») à la place de l'ancien zōkagaku (造家学) (« étude de la construction de maisons »). Membre de l'Académie japonaise des sciences, il est décoré de l'ordre de la Culture en 1943,. Itō est plus tard critiqué, en particulier pour ses écrits sur Ise-jingū, pour avoir troublé « le discours politico-religieux avec un discours architectural ».

## Projets
| Réalisation                                                                       | Date | Emplacement                      | Commentaires | Image                             |
| --------------------------------------------------------------------------------- | ---- | -------------------------------- | --- | --------------------------------- |
| Heian-jingū,                                                                      | 1895 | Sakyō-ku, Kyoto                  | Recréation à une échelle reduite du pavillon Daikokuden (« Grande salle d'état ») du Palais impérial de l'ancienne capitale Heian-kyō. Itō travaille avec le maître charpentier Kiko Kiyoyoshi, s'inspirant de ses études des anciennes chroniques et des rouleaux dessinés |                                   |
| Pavillon Asano Sōichirō (浅野総一郎邸)                                            | 1909 | Tokyo                            | Pavillon de style japonais. Détruit lors du grand séisme de Kantō de 1923. |                                   |
| Villa Niraku (二楽荘, Nirakusō),                                                  | 1910 | Kōbe, préfecture de Hyōgo        | Dédié à Kōzui Ōtani, l'un des pionniers de l'exploration de l'Asie centrale et de la route de la soie. Détruit par un incendie volontaire le 18 octobre 1932. Situé au nord de l'université Kōnan. De la documentation photographique existe.                               |                                   |
| Asoka Shinryōjo,                                                                  | 1912 | Shimogyō-ku, Kyoto               | Pour la compagnie d'assurance-vie des croyants du Shinshū. Aujourd'hui nommé Hongan-ji Dendo'in. Bien culturel municipal | 34° 59′ 28,9″ N, 135° 45′ 14,3″ E |
| Porte principale (正門, Seimon), université impériale de Tokyo,                   | 1912 | Bunkyō, Tokyo                    | Remplacement de l'Akamon datant de l'époque d'Edo, déplacée sur le côté. L'empereur Meiji est le premier à la traverser, lors de l'inauguration en 1912. Itō enseigna à l'université à partir de 1905. Bien culturel corporel enregistré                                    |                                   |
| Meiji-jingū                                                                       | 1920 | Shibuya, Tokyo                   | Sanctuaire dédié à l'empereur Meiji. Détruit lors d'un air aérien sur Tokyo durant la guerre. Reconstruit en 1958 d'après la conception originale. |                                   |
| Uesugi Jinja (上杉神社)                                                           | 1923 | Yonezawa, préfecture de Yamagata | Reconstruit après un grand incendie en 1919 qui détruisit plus de 100 bâtiments. Situé dans la ville d'origine d'Itō. |                                   |
| Grande salle (大殿, Daiden) du Zōjō-ji,                                           | 1925 | Minato, Tokyo                    | Une précédente salle avait été détruite par le feu en 1873, de même que sa remplaçante en 1909. Le bâtiment d'Itō est détruit en 1945. La grande salle est reconstruite en 1978.                                                                                            |                                   |
| Villa Tekigai (荻外荘, Tekigaisō)                                                 | 1927 | Suginami, Tokyo                  | Pour le premier ministre Fumimaro Konoe, fondateur de l'association de soutien à l'autorité impériale. |                                   |
| Gion Kaku (祇園閣)                                                                | 1927 | Higashiyama-ku, Kyoto            | 34 m. Quartier de Gion. Bien culturel corporel enregistré |                                   |
| Ōkura Shūkokan (大倉集古館),                                                      | 1927 | Minato, Tokyo                    | Reconstruit après le séisme de Kantō de 1923. Accueille le musée d'art d'Okura dont la collection inclut trois Trésors nationaux. Bien culturel corporel enregistré |                                   |
| Auditorium Kanematsu (兼松講堂, Kanematsu kōdō),                                  | 1927 | Kunitachi, Tokyo                 | Style néoroman. Parti de l'université Hitotsubashi. Bien culturel corporel enregistré |                                   |
| Ancienne gare souterraine Hankyū Umeda (旧阪急梅田駅地上駅コンコース)             | 1929 | Kita-ku, Osaka                   | Avec dôme, dorures, chandeliers, et arabesques |                                   |
| Mémorial de Tokyo (東京都慰霊堂, Tōkyōto ireidō),                                 | 1930 | Sumida, Tokyo                    | Dédié aux 58 000 victimes du séisme de Kantō du 1er septembre 1923 et aux 105 000 victimes du bombardement de Tokyo dans la nuit du 9 au 10 mars 1945 |                                   |
| Mémorial de la reconstruction de Tokyo (東京都復興記念館, Tōkyōto fukkō kinenkan) | 1931 | Sumida-ku, Tokyo                 | Accueille des expositions sur la reconstruction après le séisme de Kantō de 1923. Situé dans le parc Yokoamichō près du mémorial de Tokyo |                                   |
| Yūshūkan                                                                          | 1931 | Chiyoda, Tokyo                   | Reconstruit après le séisme de Kantō. Musée du Yasukuni-jinja |                                   |
| Shōgyōden (聖教殿), Hokekyō-ji                                                    | 1931 | Ichikawa, préfecture de Chiba    | Structure renforcée pour accueillir les trésors du temple, tels que des textes de Nichiren, le fondateur de l'école Nichiren (Sur l'établissement d'un enseignement correct pour la paix du pays et L'objet de dévotion pour observer la pensée)                            |                                   |
| Sōji-ji Daisodo                                                                   | 1933 | Tsurumi-ku, Yokohama             | Centre de formation monastique |                                   |
| Shinmon (神門), Yasukuni-jinja,                                                   | 1934 | Chiyoda, Tokyo                   | Réminiscence du Ise-jingū dans le style shinmei-zukuri. |                                   |
| Tsukiji Hongan-ji,                                                                | 1934 | Chūō, Tokyo                      | Reconstruit après le séisme de Kantō. Évoque le chaitya no.9 aux grottes d'Ajantâ. Près du marché aux poissons de Tsukiji. Bien culturel corporel enregistré |                                   |
| Daiseiden (大成殿), Yushima Seidō                                                 | 1934 | Bunkyō, Tokyo                    | Reconstruction d'un temple confucéen après le séisme de Kantō. |                                   |
| Haiseiden (俳聖殿)                                                                | 1942 | Iga, préfecture de Mie           | À l'occasion des 300 ans de la naissance de Matsuo Bashō. Situé dans la zone du château d'Iga Ueno. Bien culturel important |                                   |

## Crédit d'auteurs
- (en) Cet article est partiellement ou en totalité issu de l’article de Wikipédia en anglais intitulé « Itō Chūta » (voir la liste des auteurs).